# كمين السبت الحزين
كمين السبت الحزين هو كمين وقع لرتل إسرائيلي شمال القنطرة، في 30 مايو 1970 خلال حرب الاستنزاف، ونَفذّته عناصر من الكتيبة 83 صاعقة واللواء 135 مشاة بهدف إحداث خسائر بشرية للعدو والعودة بأسرى أحياء. جاء الكمين رداً على مجزرة بحر البقر التي ارتكبتها القوات الجوية الإسرائيلية، وهو أكبر كمين نتج عنه خسائر بشرية كبيرة في الجيش الإسرائيلي مع أسر اثنين من أفراده، لذلك عُرف باسم كمين السبت الحزين (وفق الجانب المصري)، على الرغم من الادعاء القائل بمقتل 44 جندي إسرائيلي في عملية لسان التمساح الأولى وهو ادعاء ضعيف لا توجد دلائل لدعمه.

## خلفية تاريخية
يعزو الجانب المصري سبب نصب الكمين إلى الانتقام من الغارة الجوية الإسرائيلية على مدرسة بحر البقر الابتدائية في 8 أبريل 1970 وأسفر عن مقتل 30 طفلاً وإصابة 50 آخرين. كذلك كان من بين أهداف إحضار أسرى.
تقرر إعداد كمين نهاري في قطاع الجيش الثاني على طريق القنطرة المتجه إلى جنوب بورفؤاد بين الحصون الإسرائيلية وانقسمت القوة المهاجمة إلى مجموعتين متباعدتين، بحيث تستهدف المجموعة الأولى رتل إسرائيلي، بينما تستهدف المجموعة الثانية قوة النجدة بعد ذلك. ضمت المجموعتان المهاجمتان أفراد من المشاة والصاعقة والذين خضعوا لتدريب مكثف لمدة شهر يومياً.

## الكمين
عبرت المجموعتان قناة السويس في منتصف ليلة 29/30 مايو. تألفت مجموعة الصاعقة (المجموعة الأولى) من 10 أفراد بقيادة الملازم محمد التميمى والملازم عبد الحميد خليفة من الكتيبة 83، وتألفت مجموعة المشاة (المجموعة الثانية) من 21 أفراد بقيادة النقيب شعبان حلاوة من اللواء 135 مشاة. تمركز كمين الصاعقة في منطقة رقبة الوزة، شمال مدينة القنطرة شرق، فيما تمركز كمين المشاة في جنوب رأس العش.
أبلغ عناصر الاستطلاع في العاشرة صباحاً عن تحرك رتل إسرائيلي مكون من 4 دبابات و4 مدرعات من القنطرة شمالاً إلى رأس العش، فيما أفادت المصادر الإسرائيلية أن الرتل كان يضم فصيلة من 3 دبابات بقيادة الملازم ثان أرئيل آنجل و30 مظلياً من الكتيبة 202 في 3 مجنزرات بقيادة الملازم أول غورين آفي، وكان الرتل متجهاً إلى حصن تيمبو، لفتح محور الطريق وتأمينه من الألغام. وصدرت الأوامر لكمين الصاعقة بألا يشتبك مع الرتل وهو يتحرك شمالاً، وإنما ينتظره وهو في طريق العودة. بينما صدرت الأوامر لكمين المشاة بالاشتباك معه. وعندما وصل الرتل إلى موقع كمين المشاة في الحادية عشرة صباحاً، هاجمه أفراد المشاة فقتلوا وجرحوا كل من في الرتل، فيما عدا الرقيب ديفيد ليفي الذي كان يحاول الفرار ووقع في الأسر. فتحت المدفعية المصرية غرب القناة النار لمنع وصول التعزيزات ولتغطية مجموعة المشاة التي عادت سريعاً إلى الغرب نتيجة قصف جوي إسرائيلي على موقعها، ووصل كل أفرادها ومعهم الأسير سالمين في السابعة مساءاً. واصل الطيران الإسرائيلي قصفه لبطاريات المدفعية المصرية لكي تكف عن إطلاق النار على منطقة الكمين وحاول أيضاً منع انسحاب القوات المصرية بلا طائل.
عندما علم مُقدم المظليين يعقوب حاصدي بالهجوم أمر بإرسال قوة إنقاذ من المظليين على نصف مجنزرات من منطقة رمانة إلى موقع الكمين الذي يبعد عنها 50 كم. عثرت القوة على قائد الدورية غورين آفي محترقاً في نصف مجنزرة بعد إصابتها بآر بي جي ووجدت أن برج دبابة الملازم ثان أرئيل آنجل قد طار بعيداً ولم يُعثر على جثته إلا بعد يومين وأُصيبت جميع الآليات فيما عدا دبابة ظلت سليمة ونجا طاقمها واضطرت قوة الإنقاذ إلى إخلاء القتلى والجرحى إلى حصن تيمبو لتلقي العلاج. وهناك أبلغت القوة بملابسات الحادث إلى القيادة وتلقت أوامر بالتحرك في مجنزرتين إلى بالوظة عندما يحل المساء مع الجريح الرقيب يائير دورى تسيفى. تحركت القوة بالجرحى نحو الجنوب وعلى بعد 17 كم من الكمين الأول وقعت في مرمى الكمين الثاني في السابعة مساءاً. تألف الرتل هذه المرة من 3 مجنزرات حسب المصادر المصرية. أطلق الرقيب يوسف عبد الله قذيفة آر بي جي على المجنزرة الأولى فأخطأها. ثم تقدم حتى أصبح على مسافة 100 م منها وأطلق قذيفة ثانية أصابتها. وأجهز باقي أفراد الكمين على المجنزرتين الباقيتين فقتلوا وجرحوا كل من فيها عدا الرقيب يائير دورى تسيفى الذي استسلم بعد مقاومة. بينما تذكر المصادر الإسرائيلية إصابة المجنزرة الأولى ومقتل جميع أفرادها فيما عدا يائير تسيفي الذي أُسر وعندما حضرت المجنزرة الثانية التي كانت تبعد عن الأولى بمسافة، اكتشفت مقتل طاقمها واختفاء دوري تسيبي. وفقاً للرواية المصرية حاول تسيفي الفرار أثناء العودة، لكن الرقيب خليفة مترى ميخائيل والرقيب السيد محمد محمد على داوود تمكنا من السيطرة عليه والعبور به سباحة إلى الضفة الغربية لقناة السويس. يتعارض ذلك مع حقيقة أن تسيفي كان مصاباً بشدة حيث خسر عيناً ويداً خلال القتال.
تلقى أفراد المجنزرة الثانية تعليمات من القيادة بالانسحاب من المكان فوراً، إذ أنه سيتعرض لقصف إسرائيلي بعدها دوت الانفجارات جراء وأُصيب جندي إسرائيلي بشظية جراء القصف.
بلغت الخسائر الإسرائيلية جراء الكمين 28 - 35 قتيلاً وفقاً للمصادر المصرية، فيما ذكرت المصادر الإسرائيلية مقتل 14 (10 في الكمين الأول و4 في الكمين الثاني) وجرح 6 وأسر 2 من الجنود (واحد في الكمين الأول وآخر في الكمين الثاني والذي كان أحد جرحى الكمين الأول)، بينما تكبدت القوات المصرية إصابتين جراء القصف الإسرائيلي الذي تلا الكمين.
قائمة قتلى الجنود الإسرائيليين في الكمين:
1. الملازم ثان أريئيل آنجل (سلاح المدرعات)[7]
2. العريف صهيون آلكوفي (سلاح المدرعات، يهودي من أصل مغربي)[8]
3. الرقيب أفينوعم (آفي) تاوب (سلاح المدرعات، قائد دبابة)، قُتل في الكمين الثاني.[9]
4. العريف بلتسمان إسرائيل (سلاح المدرعات)[10]
5. الرقيب غامار يوسي (سلاح المدرعات، السرية 2 من الكتيبة 195، اللواء 460 مدرع)، قُتل في الكمين الثاني.[9]
6. العريف كوهين موشيه (سلاح المدرعات)[11]
7. الملازم أول حاييم ويسمونتسكي (ضابط مدفعية في لواء المظليين)[9]
8. الجندي عدني رافائيل (مُسعف)[12]
9. الرقيب يوسف موشيه ليفي (قائد نصف مجنزرة في الكتيبة 202، يهودي من أصل مصري)[13]
10. الرقيب آيخلر يعقوب (الكتيبة 202)[14]
11. الرقيب أفراهام غورين (الكتيبة 202)[9]
12. الجندي كرميل يهودا (سائق في الكتيبة 202)[15]
13. العريف مردخاي فوكس موتي (الكتيبة 202)[16]
14. ريخر يعقوب (الكتيبة 202)[17]

## التداعيات
شن الطيران الإسرائيلي قصفاً مكثفاً على بورسعيد لمدة ثلاثة أيام انتقاماً للهجوم. كذلك شن الجيش الإسرائيلي غارة برية على المواقع المصرية على بعد حوالي 32 كم جنوب بورسعيد. أُفرج عن يائير دوري في 1971 بعد عشرة أشهر من أسره لسوء حالته الصحية وألف لاحقاً كتاباً في 1973 بعنوان «قصة مظلي إسرائيلي في الأسر المصري» عن تجربته في فترة الأسر. وقد احتفظ الملازم أول محمد التميمي ببعض متعلقاته منها زيه العسكري وساعته.